# Вампір (кажан)
Кровосос, вампір (Desmodus) — рід з підродини Вампірові (Desmodontinae) родини листконосові (Phyllostomidae), ссавець ряду лиликоподібні (Vespertilioniformes, seu Chiroptera). 

## Етимологія
дав.-гр. δεσμός — «пучок», дав.-гр. ὀδούς — «зуби». Назва роду стосується двох великих вигнутих верхніх різців, які згуртовані й займають простір між іклами.

## Сучасні види
Єдиний живий вид живе від північної Мексики до центрального Чилі, Аргентини й Уругваю. 

## Вимерлі види
Вид D. stocki жив у пізньому плейстоцені на півдні США і в Мексиці аж до часу 3000 років тому. Скелетні залишки гігантського (на 30% більшого ніж D. rotundus) D. draculae були відкриті в печерах в північній Венесуелі й південно-східній Бразилії.